# Aponotoreas
Aponotoreas là một chi bướm đêm thuộc họ Geometridae.

## Các loài
- Aponotoreas cheimatobiata (Guenée, 1857)
- Aponotoreas dascia (Turner, 1904)
- Aponotoreas epicrossa (Meyrick, 1891)
- Aponotoreas petrodes (Turner, 1904)